# Stenolophidius
Stenolophidius es un  género de coleópteros adéfagos de la familia Carabidae.

## Especies
Comprende las siguientes especies:
- Stenolophidius alluaudi Jeannel, 1948
- Stenolophidius bequaerti (Burgeon, 1936)
- Stenolophidius borkuanus Bruneau De Mire, 1990
- Stenolophidius elaphus (Alluaud, 1916)
- Stenolophidius leleupi Basilewsky, 1951
- Stenolophidius leroyi Basilewsky, 1951
- Stenolophidius pallidus (Boheman, 1848)
- Stenolophidius posticalis (Putzeys, 1880)
- Stenolophidius seydeli Basilewsky, 1951
- Stenolophidius terminalis (Chaudoir, 1843)
- Stenolophidius villiersi Basilewsky, 1967